# Marija Komnena, kraljica Ugarske
Marija Komnena (grčki Μαρία Κομνηνή, mađarski Komnénosz Mária; o. 1144. – Konstantinopol, 1190.) bila je bizantska plemkinja te kraljica Ugarske i Hrvatske 1163. – 1165. Njezini su roditelji bili bizantski princ Izak Komnen i njegova prva supruga Teodora. Marija, najmlađe dijete svojih roditelja, bila je nećakinja bizantskog cara Manuela I. Komnena, koji ju je 1153. zaručio za svetog rimskog cara Fridrika I., ali su zaruke uskoro bile poništene.
Oko 1156., Manuel je udao Mariju za mađarskog vojvodu Stjepana, koji je bio pobjegao iz Mađarske. Stjepan je postao kralj Ugarske i Hrvatske kao Stjepan IV., ali ga je pobijedio njegov nećak te je Stjepan ponovno pobjegao u Bizantsko carstvo, gdje je umro 11. travnja 1165. Stjepan i Marija nisu imali djece te je ona umrla u Carigradu.